# Leponiscus alepadis
Leponiscus alepadis is een pissebed uit de familie Hemioniscidae. De wetenschappelijke naam van de soort is voor het eerst geldig gepubliceerd in 1901 door Gruvel.